# 제로 데이 (드라마)
《제로 데이》(영어: Zero Day)는 넷플릭스에서 2025년 2월 공개된 미국의 정치 스릴러 드라마이다.

## 출연진

### 주연
- 로버트 드 니로 - 조지 멀런
- 리지 캐플런 - 알렉산드라 멀런
- 제시 플레먼스 - 로저 칼슨
- 조앤 앨런 - 실라 멀런
- 코니 브리튼 - 밸러리 화이트셀
- 빌 캠프 - 래시 국장
- 댄 스티븐스 - 에번 그린
- 앤절라 배싯 - 미첼 대통령
- 매슈 모딘 - 리처드 드라이어
- 매킨리 벨처 3세 - 칼 오티에노

### 조연
- 클라크 그레그 - 로버트 린던
- 가비 호프먼 - 모니카 키더
- 마르크 이바니르 - 나탄
- 모잔 마르노 - 멀리사 콘블라우
- 카일 카빈 - 톰 매카시
- 이든 리 - 앤절라 킴
- 라이언 스판 - 리언 펠턴